# Gundari Myō-ō

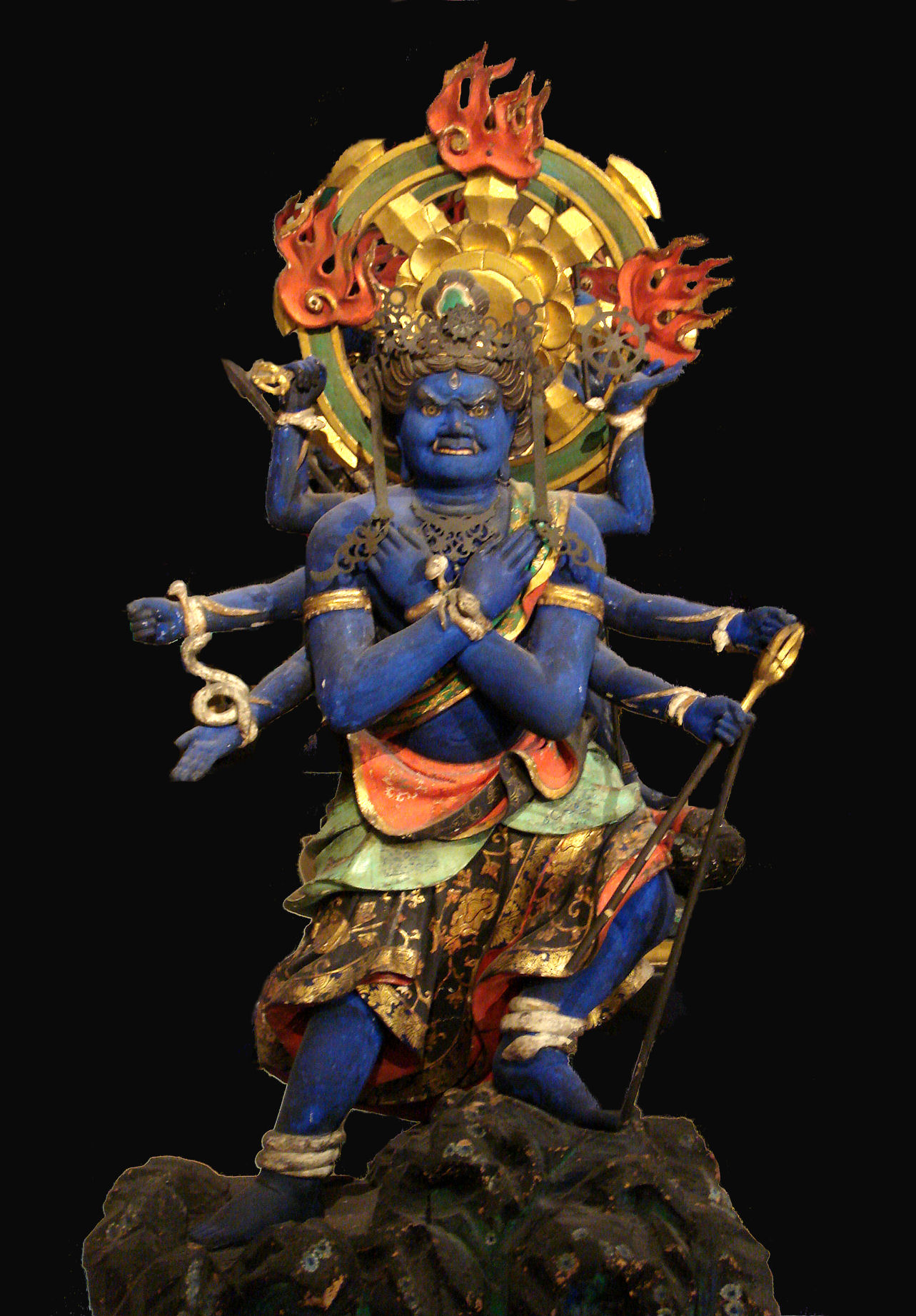
El rey de la sabiduría Gundari

Kuṇḍali Vidyarāja o Amṛtakuṇḍalin (chino: 軍荼利明王, Jūntúlì míngwáng; japonés: 軍荼利明王, Gundari Myōō) es uno de los cinco principales reyes de la sabiduría en el budismo vajrayāna. Es el dispensador de Amrita, el néctar celestial de la inmortalidad. Kuṇḍali es una manifestación de Ratnasambhava. Se le representa a menudo con tres caras amenazadoras y ocho brazos, la mayoría de los cuales empuñan armas. También se le representa con serpientes deslizándose por su cuello y piernas. Está situado en el sur.
El mantra de Gundari Myō-ō es:
「おん　あみりてい　うんぱった」
(on amiritei unpatta)